# اچون
اچون (به فرانسوی: Achun) یک کمون در فرانسه است که در Canton of Châtillon-en-Bazois واقع شده‌است.

## خصوصیات
اچون ۲۴٫۵۱ کیلومترمربع مساحت و ۱۴۵ نفر جمعیت دارد و ۲۶۷ متر بالاتر از سطح دریا واقع شده‌است.